# 矮人 (龙与地下城)
矮人 ， 是一个龙与地下城  (D&D ) 奇幻角色扮演游戏中的人形种族, 它是玩家角色可选的主要种族之一。D&D 中矮人的灵感来源于欧洲神话以及J·R·R·托尔金的小说：魔戒 ，从1970年代前期开始，矮人在D&D 以及它的前身链甲 中出现。标准的矮人原型是矮胖的亚人类 ，他们的变种通常被称为亚种族，有超过十种的亚种族分布于不同的规则设定与战役设定中.

## 历史
矮人的概念来自斯堪的纳维亚与日耳曼神话。  特别是在日耳曼故事尼伯龙根的指环 与格林兄弟童话"侏儒怪"中的矮人被称为龙与地下城 中矮人的“祖先”。  和巨人一样, 矮人是最开始被引入D&D 的前身：链甲 中的几个非人类种族之一, 这款战棋游戏同时使用了不同尺寸的微缩人像。矮人首次作为一个玩家角色的类别出现于1974年原版龙与地下城 中 。它的设计受到了1961年波尔·安德森的小说三颗心与三只雄狮 的强烈影响。这个早期版本中的D＆D 矮人仅能扮演战士，而且不能将等级提升到超过六级。  矮人还成为了原版基本龙与地下城 （1977）中的一个玩家职业。随着高级龙与地下城 的诞生, 矮人在玩家手册 (1978)中被修改成为了一个玩家角色种族并在原版怪物图鉴 (1977)被详细描绘成了一种怪物。 许多矮人亚种在原版被发掘的奥秘 (1985)中作为玩家种族出现。
1989年，最常见的矮人亚种丘陵矮人于第二版高级龙与地下城 玩家手册 作为一个玩家种族，以及在怪物摘要第二册 中作为怪物出现。  矮人作为被遗忘的国度设定中的一个种族，于地下矮人 (1990)中被详细描述。 矮人完全手册 (1991)中详细地描述了一些矮人种族。  矮人在第三版玩家手册 (2000)，3.5版玩家手册 (2003)与第四版玩家手册 (2008)中作为玩家种族出现。费伦的种族 (2003)中详细描述了北地矮人，灰矮人，黄金矮人，护盾矮人，石矮人，与野矮人。 矮人是岩石族裔 (2004)中所描述的种族之一。  矮人，包括矮人弩手与矮人战锤手，出现在第四版怪物图鉴 (2008)中。

## 描述
矮人的平均身高是四英尺(120厘米)，身躯矮胖而宽广。男性矮人长有浓密的胡须。对D&D 影响深远的小说魔戒 中的女性矮人也能够长出胡须。  虽然游戏规则的官方立场是，女性矮人不长胡须——第四版龙与地下城这样描述女性矮人：“没有胡须且很有魅力”，但有些作者，例如R·A·萨尔瓦多，在他们的写作中效仿了魔戒中矮人的形象。 在某些特定的战役设定中，女性矮人长胡须的能力各有不同： 灰鹰世界 中，一些女性矮人能长胡须，但她们通常会刮胡。 在被遗忘的国度 里，她们通常能长络腮胡须，但也经常刮胡。在艾伯伦 中，她们不长任何胡须。 在旧版本的游戏中，女性矮人在一些战役设定中确实长有胡子。
曾强烈影响龙与地下城 的波尔·安德森的书：三颗心与三只雄狮 中有一位名叫修基(Hugi)的矮人，他说话带有苏格兰口音。 大多数对于矮人的描述都倾向于使用这种口音。  矮人对于战斗导向型的玩家来说更有用，因为他们在战斗中有着一些特殊的能力与加成，大多与他们强壮的身躯和与人类相比较矮的身材有关。  矮人也能抵抗毒与魔法，他们能在黑暗中看见东西（使用一个在早期版本中叫做夜视 ，从第三版后叫做黑暗视觉 的技能），也能侦测不同类型的与采矿相关的地下特征，比如坡道  矮人侦测地下坡道的能力也直接来源于安德森的书中。
矮人通常属于善良阵营。  伊伦米契-史密斯写道：矮人与其他能被玩家所选择的种族，例如精灵和半身人 ，在主观上被定义为具有根本人性的生物，与其他一些被作为“别的 怪物”的生物是不同的。
矮人通常崇拜摩拉丁，他们相信摩拉丁是他们的创造者。根据矮人的传说，摩拉丁用宝石和金属根据他自己的样子做成了矮人。然后他把生命吹进了矮人的身体。在许多战役设定中, 矮人的神包括首领摩拉丁，以及阿巴索，蓓伦妮·真银, 克兰贾汀·银须, 杜格马文·明罩, 杜马松, 马瑟摩·杜温, 与维加丁.  其他矮人的神可能出现于不同的战役设定中。
矮人和侏儒关系不错，侏儒通常被认为是矮人的近亲。  矮人被人类, 半精灵与半身人所接受。矮人通常不怎么与人类熟识，因为他们的寿命比一般人类都长，并且大都喜欢与人类的家庭保持友好的关系。 矮人不信任半兽人，也不欣赏精灵——他们与兽人, 哥布林, 邪恶的巨人和巨魔作战时唯一的盟友。

## 亚种
在D&D 出版物与规则版本的历史上已有超过十多种矮人的亚种被描述。丘陵矮人是标准的矮人种群 山地矮人住在更深的地下，他们的皮肤比丘陵矮人更白。  阿雷申矮人是住在地底的异能矮人，他们追随龙神萨迪沃. 在第一，第二与第三版D&D 中, 火矮人在形态上与矮人很相似，但他们实际上没有关系。在第四版游戏中，他们是矮人被巨人与泰坦奴役后的产物。荒地矮人适应了在荒芜土地上的生活，他们掌握了寻找水源的诀窍以及对于高温和干渴的抗性。 地底矮人住在地下，他们非常擅长于在黑暗中看东西，但对光很敏感。 他们比普通的矮人更能耐受魔法与毒药。梦矮人通过冥想与他们周围的世界保持联系，这被他们称为“大地之梦”。

### 脚注
1. 1 2 3 4 5  Tresca 2010，第31頁.
2. ↑  Gygax, Gary. . The Dragon (95). March 1985: 12–13. Dwarves, on the other hand, are well known in Teutonic and Scandinavian myths; here, the Professor and I build upon the same foundation.
3. 1 2 3 4  Bowman, Sarah Lynne. . . McFarland. May 2010: 152. ISBN 978-0786447107.
4. ↑  Guerra, Bob. . Compute (Small System Services). 1990, 12 (6-9): 188.
5. ↑  Gygax, Gary; Arneson, Dave. . TSR, Inc. 1974.
6. ↑  Schick, Lawrence. . Prometheus Books. 1991: 84–85. ISBN 0-87975-653-5.
7. ↑  Gygax, Gary. . TSR Inc. 1978. ISBN 0-935696-01-6.
8. ↑  Gygax, Gary. . TSR Inc. 1977. ISBN 0-935696-00-8.
9. 1 2  Gygax, Gary. . TSR, Inc. 1985. ISBN 978-0-88038-084-3.
10. 1 2 3  Cook, David "Zeb". . Lake Geneva, Wisconsin: TSR, Inc. 1989: 20–21. ISBN 0-88038-716-5.
11. ↑  Cook, David "Zeb"; et al. . Lake Geneva, Wisconsin: TSR. 1989. ISBN 978-0880387538.
12. ↑  Greenwood, Ed. . TSR, Inc. 1991. ISBN 978-0880388801.
13. ↑  Bambra, Jim. . TSR, Inc. 1991. ISBN 978-1560761105.
14. 1 2  Tweet, Jonathan; Cook, Monte; Williams, Skip. . Wizards of the Coast. 2000: 14. ISBN 978-0786915507.
15. ↑  Tweet, Jonathan; Monte Cook, Skip Williams. . revised by Andy Collins. Wizards of the Coast. 2003 [2000]. ISBN 0-7869-2886-7.
16. ↑  Reynolds, Sean K;  et al. . Wizards of the Coast. 2003. ISBN 0-7869-2875-1.
17. 1 2  Decker, Jesse; Lyons, Michelle; Noonan, David. . Wizards of the Coast. 2004. ISBN 978-0786932788.
18. ↑  Mearls, Mike; Schubert, Stephen; Wyatt, James. . Wizards of the Coast. 2008. ISBN 978-0786948529.
19. ↑  Guiley, Rosemary. . . Infobase Publishing. 2006: 170. ISBN 978-1438130002.
20. ↑  Tresca 2010，第32頁.
21. ↑  Greenwood, Ed; Grubb, Jeff. . TSR, Inc. 1993: 7–8.
22. ↑  Slavicsek, Bill; Baker, Richard. . . John Wiley & Sons. July 2008: 145–146. ISBN 978-0470292907.
23. ↑  Mitchell-Smith 2009，第212頁.
24. ↑  Mitchell-Smith 2009，第209頁.
25. ↑  Slavicsek, Bill; Baker, Richard. . . John Wiley & Sons. April 2005: 267. ISBN 978-0764584596.
26. ↑  Sargent, Carl. . TSR, Inc. 1992. ISBN 978-1560763628.
27. ↑  Stewart 1993，第159頁.
28. ↑  Stewart 1993，第94–95頁.
29. ↑  .   [2020-09-15]. （原始内容存档于2014-07-22）.
30. ↑  Cordell, Bruce; Clarke-Wilkes, Jennifer; Wiker, JD. . Wizards of the Coast. 2005. ISBN 978-0786936557.